# 도쿄도청
도쿄도청(일본어: 東京都庁 도쿄토초[*])은 일본 도쿄도의 집행기관으로서의 업무를 수행하는 행정기관이다. 도쿄도청사는 신주쿠구에 있으며, 도쿄도지사의 집무실과 도쿄도의회가 입주해있다. 도쿄도지사는 도쿄도 구부를 관할한다.

## 산하기구
- 도쿄 소방청